# Gunnar Hansen
Pour les articles homonymes, voir Hansen.
Gunnar Hansen, né le 4 mars 1947 à Reykjavik (Islande) et mort le 7 novembre 2015 à Northeast Harbor (Maine), est un acteur islando-américain. Il est surtout connu pour son rôle de Leatherface dans Massacre à la tronçonneuse (1974).

## Biographie

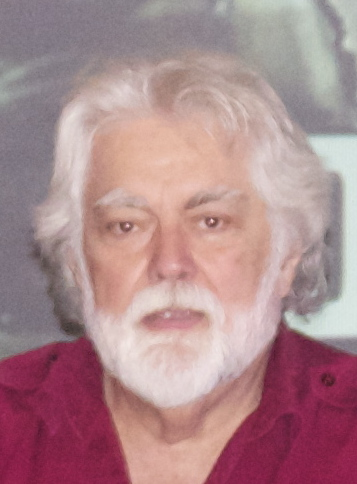
Gunnar Hansen photographié par Ryota Nakanishi.

D'origine islandaise, il obtient le rôle de Leatherface dans le film de Massacre à la tronçonneuse de Tobe Hooper, peu après avoir fini ses études.
Il ne reprendra pas son rôle dans les suites du film. En 1988, il apparaît dans une parodie de Massacre à la tronçonneuse, réalisée par Fred Olen Ray : Hollywood Chainsaw Hookers. Le film réunit également deux scream queens populaires des années 1980 : Linnea Quigley et Michelle Bauer. Il apparaît ensuite principalement dans des films de série B.
En 2013, il fait une apparition dans Texas Chainsaw 3D, suite directe du film de 1974.
Il meurt d'un cancer du pancréas.

## Filmographie
- 1974 : Massacre à la tronçonneuse (The Texas Chain Saw Massacre) : Leatherface
- 1977 : The Demon Lover : Prof. Peckinpah
- 1988 : Hollywood Chainsaw Hookers : The Stranger
- 1991 : Campfire Tales (en) : Ralph
- 1995 : Exploding Angel : Walter
- 1995 : Mosquito : Earl the Bankrobber
- 1995 : Freakshow (vidéo) : Freakmaster
- 1996 : Repligator : Dr Kildare (male)
- 2000 : Hellblock 13 (vidéo) : The Executioner
- 2002 : Hatred of a Minute (en) : Barry (Alcoholic Stepfather)
- 2002 : Rachel's Attic : Ronald
- 2003 : Next Victim : Doctor Howard (segment "rehabilitation Center")
- 2004 : The Business (vidéo) : Grandfather
- 2004 : Chainsaw Sally : Daddy
- 2004 : Murder-Set-Pieces : Nazi Mechanic
- 2005 : Apocalypse and the Beauty Queen : Reggie
- 2005 : Wolfsbayne : The Elder
- 2006 : Swarm of the Snakehead (en) : Gunner
- 2009 : It Came from Trafalgar : Tex Ghoul
- 2009 : Harpoon : Whale Watching Massacre (en) : Le capitaine du Poseidon
- 2013 : Texas Chainsaw 3D : Boss Sawyer/Leatherface
- 2014 : The Totem : Quiller